# Kamil Susko
Kamil Susko (Trenčín, 6 novembre 1974) è un ex calciatore slovacco, di ruolo portiere.